# 헨리 럿거스
헨리 럿거스(Henry Rutgers, 1745년 10월 7일 – 1830년 2월 17일)는 미국 독립 전쟁의 영웅이며 뉴욕의 박애주의자였다. 럿거스 대학교가 그의 이름을 따라서 지어졌다. 그는 그 대학교가 건전한 재정적 기초를 세우는데 큰 돈을 기부하였다. 그가 기부한 벨이 오늘날도 사용되고 있다. 네덜란드의 후손으로 컬럼비아 대학교를 졸업하였다.